# Aderus mauritiensis
Aderus mauritiensis é uma espécie de inseto besouro da família Aderidae. Foi descrita cientificamente por Maurice Pic em 1898.

## Distribuição geográfica
Habita nas Maurícias.